# Contes de Guillaume Vadé
Contes de Guillaume Vadé est un recueil de textes de Voltaire paru anonymement en 1764.

## Histoire éditoriale
Le recueil, contenant sept contes en vers, deux contes en prose et quinze morceaux divers, paraît en avril 1764 à Genève chez l'éditeur Cramer. Il a été composé rapidement, regroupant des pièces déjà publiées et des textes inédits, sans plan cohérent. L'ensemble étant insuffisant pour composer un volume, Voltaire y ajoute la Préface de Catherine Vadé en recommandant de l'imprimer en gros caractères, pour « rendre le volume d'une taille fort honnête ».
L'anonymat voulu par Voltaire était motivé par la portée politique de certains textes, comme le Discours aux Welches ou la Lettre d'un Quaker. Mais il ne dura pas longtemps. Des textes diffusés sous forme manuscrite avant la publication du volume permettaient d'identifier l'auteur, dont le nom figura rapidement dans des éditions pirates.
Le succès est immédiat, avec huit éditions l'année de parution et des rééditions jusqu'en 1775. Mais dès avant cette date, les textes composant le recueil sont éclatés dans différents volumes d'Œuvres, selon leur genre.

## Contenu
La première édition contenait :
- Ce qui plaît aux dames (conte en vers)
- L'Éducation d'un prince (conte en vers)
- L'Éducation d'une fille (conte en vers)
- Les Trois manières (conte en vers)
- Thélème et Macare (conte en vers)
- Azolan (conte en vers)
- L'Origine des métiers (conte en vers)
- Le Blanc et le noir (conte en prose)
- Jeannot et Colin (conte en prose)
- Chant détaché d'un poème épique
- Discours aux Welsches
- Du théâtre anglais, par Jérôme Carré
- Des divers changements arrivés à l'art tragique
- Parallèle d'Horace, de Boileau et de Pope
- De l'Histoire
- Conversation de M. L'intendant des Menus en exercice, avec M. l'abbé Brizel
- Épitre sur l'agriculture
- À Daphné
- Les Chevaux et les ânes, ou étrennes aux sots
- Des Fêtes
- Lettre de M. Cubstorf
- Lettre de M. Clocpitre à M. Eratou
- Lettre d'un Quaker
- Vie de Molière